# ストレスチェック制度
ストレスチェック制度（ストレスチェックせいど）は日本の労働法規に定められた制度の一つである。これは定期的に労働者のストレスの状況について検査を行い、本人にその結果を通知して自らのストレスの状況について気付きを促し、個人のメンタルヘルス不調のリスクを低減させるとともに、検査結果を集団的に分析し、職場環境の改善につなげることによって、労働者がメンタルヘルス不調になることを未然に防止することを主な目的とするものである。労働安全衛生法第66条の10全体に係るものをいう。
2015年（平成27年）12月に施行された。

## 経緯
仕事や職業生活に関して強い不安、悩みまたはストレスを感じている労働者が5割を超える状況にある中、事業場において、より積極的に心の健康の保持増進を図るため、「労働者の心の健康の保持増進のための指針」（平成18年3月31日付け健康保持増進のための指針公示第3号）を公表し、事業場における労働者の心の健康の保持増進のための措置（以下「メンタルヘルスケア」）の実施を促進してきた。
しかし、仕事による強いストレスが原因で精神障害を発病し、労働災害認定される労働者が、平成18年度以降も増加傾向にあり、労働者のメンタルヘルス不調を未然に防止することが益々重要な課題となっている。
こうした背景を踏まえ、平成26年6月25日に公布された「労働安全衛生法の部を改正する法律（平成26年法律第82号）」においては、心理的な負担の程度を把握するための検査（以下「ストレスチェック」）及びその結果に基づく面接指導の実施を事業者に義務付けること等を内容としたストレスチェック制度が新たに創設された。

## ストレスチェック制度の基本的な考え方
事業場における事業者による労働者のメンタルヘルスケアは、取組の段階ごとに、労働者自身のストレスへの気付きおよび対処の支援並びに職場環境の改善を通じて、メンタルヘルス不調となることを未然に防止する「一次予防」、メンタルヘルス不調を早期に発見し、適切な対応を行う「二次予防」及びメンタルヘルス不調となった労働者の職場復帰を支援する「三次予防」に分けられる。
ストレスチェック制度は、これらの取組のうち、特にメンタルヘルス不調の未然防止の段階である一次予防を強化するため、定期的に労働者のストレスの状況について検査を行い、本人にその結果を通知して自らのストレスの状況について気付きを促し、個々の労働者のストレスを低減させるとともに、検査結果を集団ごとに集計・分析し、職場におけるストレス要因を評価し、職場環境の改善につなげることで、ストレスの要因そのものを低減するよう努めることを事業者に求めるものである。
さらにその中で、ストレスの高い者を早期に発見し、医師による面接指導につなげることで、労働者のメンタルヘルス不調を未然に防止することを目的としている。
事業者は、メンタルヘルス指針に基づき各事業場の実態に即して実施される二次予防及び三次予防も含めた労働者のメンタルヘルスケアの総合的な取組の中に本制度を位置付け、メンタルヘルスケアに関する取組方針の決定、計画の作成、計画に基づく取組の実施、取組結果の評価および評価結果に基づく改善の一連の取組を継続的かつ計画的に進めることが望ましいとされている。
また、事業者は、ストレスチェック制度が、メンタルヘルス不調の未然防止だけでなく、従業員のストレス状況の改善および働きやすい職場の実現を通じて生産性の向上にもつながるものであることに留意し、事業経営の一環として、積極的に本制度の活用を進めていくことが望ましいとされている。

## 対象となる事業場
衛生管理者や産業医の選任義務と同様、常時50人以上の労働者を使用する事業場にストレスチェック制度の実施が義務付けられている。
この場合の「労働者」には、パートタイム労働者や派遣先の派遣労働者も含まれる。
また、それ以外の事業場（常時50人未満の労働者を使用する事業場）については、ストレスチェック制度は当分の間、努力義務とされているものの、労働者のメンタルヘルス不調の未然防止のため、できるだけ実施することが望ましい。

## 実施手順
心理的な負担の程度を把握するための検査及び面接指導の実施並びに面接指導結果に基づき事業者が講ずべき措置に関する指針（以下「ストレスチェック指針」）では、ストレスチェック制度の手順が以下のように定められている
1. 基本方針の表明
事業者は、労働安全衛生法、労働安全衛生規則およびストレスチェック指針に基づき、ストレスチェック制度に関する基本方針を表明する。
2. ストレスチェックおよび面接指導
  1. 　衛生委員会等において、ストレスチェック制度の実施方法等について調査審議を行い、その結果を踏まえ、事業者がその事業場におけるストレスチェック制度の実施方法等を規程として定める。
  2. 　事業者は、労働者に対して、医師、保健師又は厚生労働大臣が定める研修（ストレスチェック実施者養成研修）を修了した歯科医師、看護師、精神保健福祉士若しくは公認心理師（以下「医師等」）によるストレスチェックを行う。
  3. 　事業者は、ストレスチェックを受けた労働者に対して、当該ストレスチェックを実施した医師等（以下「実施者」）から、その結果を直接本人に通知させる。
  4. 　ストレスチェック結果の通知を受けた労働者のうち、高ストレス者として選定され、面接指導を受ける必要があると実施者が認めた労働者から申出があった場合は、事業者は、当該労働者に対して、医師による面接指導を実施する。
  5. 　事業者は、面接指導を実施した医師から、就業上の措置に関する意見を聴取する。
  6. 　事業者は、医師の意見を勘案し、必要に応じて、適切な措置を講じる。
3. 集団ごとの集計・分析
  1. 　事業者は、実施者に、ストレスチェック結果を一定規模の集団ごとに集計・分析させる。
  2. 　事業者は、集団ごとの集計・分析の結果を勘案し、必要に応じて、適切な措置を講じる。

## 実施頻度
ストレスチェック制度は1年以内ごとに1回の実施が義務付けられており、定期健康診断などと同様、毎年一定の時期に行うことが望ましい。

1年以内に複数回実施することや、一般にストレスが高まると考えられる繁忙期に実施することに関しては、衛生委員会等での調査審議により、労使で合意すれば可能である。

また、ストレスチェック制度の実施を外部業者に委託しても差し支えない。

## 受検対象者
ストレスチェック制度の対象者は、一般定期健康診断の対象者同様、次のいずれの要件をも満たす「常時使用する労働者」をいう。
1. 期間の定めのない労働契約により使用される者。
期間の定めのある労働契約により使用される者であって、当該契約の契約期間が1年以上である者ならびに契約更新により1年以上使用されることが予定されている者および1年以上引き続き使用されている者を含む。
2. その者の1週間の労働時間数が当該事業場において同種の業務に従事する通常の労働者の1週間の所定労働時間数の4分の3以上であること。

1週間の労働時間数が当該事業場において同種の業務に従事する通常の労働者の1週間の所定労働時間数の4分の3未満である労働者であっても、上記の①の要件を満たし、1週間の労働時間数が当該事業場において同種の業務に従事する通常の労働者の1週間の所定労働時間数のおおむね2分の1以上である者に対しても、ストレスチェックを実施することが望ましい。
ストレスチェックの実施時期に休職している労働者については実施しなくても差し支えない。

## 調査票
事業者がストレスチェックに用いる調査票は、労働安全衛生規則第52条の9第1項第1号から第3号までに規定する以下3つの領域に関する項目が含まれているものであれば、実施者の意見および衛生委員会等での調査審議を踏まえて、事業者の判断により選択することができるものとする。
1. 職場における当該労働者の心理的な負担の原因に関する項目
2. 心理的な負担による心身の自覚症状に関する項目
3. 職場における他の労働者による当該労働者への支援に関する項目

なお、事業者がストレスチェックに用いる調査票としては、「職業性ストレス簡易調査票」を用いることが望ましい。